# Arcipelago del Bucaniere
L'arcipelago Buccaneer è un gruppo di circa 800-1000 isole situate al largo della costa nord dell'Australia Occidentale, nelle acque dell'oceano Indiano. Si trovano a nord-est della penisola Dampier, e a nord della grande insenatura di King Sound e della città di Derby. Appartengono alla Local government area della Contea di Derby-West Kimberley, nella regione di Kimberley.

## Geografia
Le isole sono formate da antiche rocce arenarie di età pre-cambriana (2500-1800 milioni di anni fa).
L'area ha enormi intervalli di marea fino a 12 metri. Queste maree creano fenomeni come le cascate orizzontali a Talbot Bay, dove la marea si precipita attraverso gli spazi vuoti della scogliera larghi solo pochi metri.
Le due isole più sviluppate sono Cockatoo e Koolan.

### Isole principali
| Isola                   | Area (ha) | Coordinate             |
| ----------------------- | --------- | ---------------------- |
| Admiral                 | 150       | 16°04′00″S 123°24′06″E |
| Aveling                 | 360       | 16°20′26″S 123°36′51″E |
| Bathurst                | 589       | 16°02′41″S 123°31′57″E |
| Bedford Islands         | -         | 16°09′29″S 123°20′11″E |
| Byron                   | 325       | 16°09′45″S 123°26′55″E |
| Caffarelli              | 233       | 16°02′22″S 123°17′37″E |
| Chambers                | 400       | 16°16′09″S 123°32′04″E |
| Cockatoo                | 608       | 16°05′55″S 123°37′00″E |
| Conilurus               | 329       | 16°09′21″S 123°35′03″E |
| East Sunday             | 415       | 16°24′37″S 123°12′42″E |
| Gibbings                | 330       | 16°09′06″S 123°30′56″E |
| Hidden                  | 1974      | 16°13′32″S 123°28′03″E |
| High                    | 460       | 16°21′05″S 123°20′17″E |
| Irvine                  | 967       | 16°04′35″S 123°32′14″E |
| King Hall               | 190       | 16°04′48″S 123°24′34″E |
| Koolan                  | 2712      | 16°07′31″S 123°44′18″E |
| Lachlan                 | 1296      | 16°37′27″S 123°30′00″E |
| Long                    | 1480      | 16°34′22″S 123°22′17″E |
| Macleay                 | 266       | 16°56′36″S 123°41′34″E |
| Mermaid                 | 340       | 16°25′57″S 123°21′09″E |
| Pasco (Herbert Islands) | 235       | 16°31′05″S 123°23′35″E |
| Powerful                | 360       | 16°05′53″S 123°25′55″E |
| Sir Fredrick            | 380       | 16°07′23″S 123°24′05″E |
| Sunday                  | 1330      | 16°24′25″S 123°11′13″E |

## Storia
Gli aborigeni hanno vissuto nell'arcipelago per migliaia di anni e la loro arte rupestre si trova su molte isole e sulla terraferma adiacente. Usavano zattere di tronchi di mangrovie e canoe per viaggiare tra le isole e ancora oggi essi visitano i loro siti rituali. I proprietari tradizionali dell'area sono il gruppo Mayala formato dai popoli Yawijibaya e Unggarranggu, sebbene i Baada abbiano diritti tradizionali di pesca e raccolta di Trochus.
L'arcipelago ha avuto il nome del bucaniere William Dampier, che avvistò le isole nel 1688, dall'esploratore Phillip Parker King nell'agosto del 1821.